# Сєріков Володимир Ілліч
Володимир Ілліч Сєріков (нар. 21 січня 1970) — радянський та український футболіст, захисник та півзахисник.

## Життєпис
Футбольну кар'єру розпочав 1987 року в дублі харківського «Металіста». У 1989 році призваний на військову службу, яку проходив у складі київського СКА. Спочатку виступав за «армійців» у чемпіонаті СРСР серед КФК, а наступного року відіграв 11 поєдинків у Другій нижчій лізі. Сезон 1990 року завершував у складі сєвєродонецького «Хіміка» в чемпіонаті СРСР серед КФК. Сезон 1991 року розпочав разом з «Хіміком» у Другій нижчій лізі СРСР, в якій зіграв 18 матчів. По ходу сезону приєднався до житомирського «Полісся», яке теж виступало в Другій нижчій лізі. У цьому турнірі встиг зіграти ще 23 поєдинки. Після розпаду СРСР залишився в житомирському клубі, який змінив назву на «Хімік». У кубку України дебютував 16 лютого 1992 року в переможному (2:1) виїзному поєдинку 1/32 фіналу проти нікопольського «Металурга». Володимир вийшов на поле в стартовому складі та відіграв увесь матч. У першому розіграші незалежного чемпіонату України «Хімік» стартував у першій лізі. У цьому турнірі гравець дебютував 17 березня 1992 року в програному (1:4) виїзному поєдинку 2-о туру підгрупи 1 проти дрогобицької «Галичини». Сєріков вийшов на поле в стартовому складі та відіграв увесь матч. Дебютним голом за житомирський колектив відзначився 13 травня 1993 року на 20-й хвилині переможного (1:0) домашнього поєдинку 26-о туру Другої ліги проти каховського «Меліоратора». Володимир вийшов на поле в стартовому складі та відіграв увесь матч. У «Хіміку» відіграв 6 з половиною сезонів, за цей час у чемпіонатах СРСР та України зіграв 244 матчі та відзначився 16-а голами, ще 16 матчів (1 гол) провів у кубку країни. Під час зимової перерви сезону 1997/98 років прийняв запрошення «Металіста». Дебютував у футболці харківського клубу 27 березня 1998 року в переможному (1:0) виїзному поєдинку 23-о туру Першої ліги проти чернігівської «Десни». Володимир вийшов на поле в стартовому складі та відіграв увесь матч. У складі «Металіста» зіграв 16 матчів, ще 1 поєдинок відіграв за другу команду харків'ян. З 1998 по 2000 рік почергово виступав за «Полісся» та «Металіст». У другій частині сезону 1999/00 років виступав переважно за «Металіст-2». По завершенні сезону залишив харківський клуб. 
Напередодні старту сезону 2000/01 років приєднався до «Поліграфтехніки». Дебютував у футболці олександрійського клубу 23 липня 2000 року в програному (0:1) виїзному поєдинку 1-о туру Першої ліги проти «Львова». Володимир вийшов на поле в стартовому складі, а на 55-й хвилині його замінив Володимир Мельниченко. Єдиним голом у футболці олександрійців відзначився 11 вересня 2000 року на 19-й хвилині нічийного (1:1) домашнього поєдинку 9-о туру Першої ліги проти бориспільського «Борисфена». Сєріков вийшов на поле в стартовому складі, а на 77-й хвилині його замінив Денис Хомутов. Допоміг «поліграфам» вибороти путівку до Вищої ліги. У серпні 2001 року відправився в оренду до кіровоградської «Зірки», у футболці якої виступав до середини вересня 2001 року. За цей час у Першій лізі зіграв 7 матчів. У середині вересня 2001 року повернувся до «Поліграфтехніки», за яку зіграв 2 матчі у Вищій лізі. Загалом же в футболці олександрійського клубу зіграв 29 матчів (1 гол) у чемпіонатах України, ще 1 матч провів у кубку країни. 
Під час зимової перерви сезону 2001/02 років приєднався до «Сум». Дебютував у футболці «городян» 24 березня 2002 року в переможному (2:1) домашньому поєдинку 18-о туру групи В Другої ліги проти донецького «Металурга-2». Володимир вийшов на поле в стартовому складі, а на 58-й хвилині його замінив Гела Габісонія. У складі «Сум» зіграв 16 матчів у Другій лізі. Сезон 2002/03 років розпочав у складі «Полісся», за яке зіграв у Другій лізі 5 матчів та 1 поєдинок у кубку країни. Під час зимової перерви сезону закінчив  професіональну футбольну кар'єру. Виступав за аматорські харківські клуби «Південнсталь» (2004) та ЛРІК (2006).